# カローカン
カローカン市（カローカンし、タガログ語: Lungsod ng Caloocan、英語: City of Caloocan）、通称：カローカン（英語: Caloocan、IPA: [kalɔʔokan]）は、フィリピンのメトロ・マニラと呼ばれるマニラ首都圏に属する都市である。
ヴァレンズエラとケソンを挟み市域を南北に飛び地化されている。面積は53.33km2、人口は1,177,604人（2000年）でNCR第3位の都市である。カロオカン（タガログ語の発音で母音が続く場合は長音にならず二番目の母音は改めて発音するためカロオカンが原語の発音に近い）とも表記する。メトロマニラ内のカマナバ地区（CAMANAVA地区）に位置する。

## 行政区画
カローカン市は、188のバランガイからなる。

## 姉妹都市
- カランバ市（英語版）、フィリピン・ラグナ州
- マラボン市、フィリピン・マニラ首都圏
- サン・ホセ・デル・モンティ市、フィリピン・ブラカン州
- 仁川広域市、韓国